# Zespół stresu pourazowego
Zespół stresu pourazowego, zaburzenie stresowe pourazowe, PTSD (od ang. post-traumatic stress disorder) – zaburzenie psychiczne będące formą reakcji na skrajnie stresujące wydarzenie (traumę), które przekracza zdolności danej osoby do radzenia sobie i adaptacji. Pośród tego rodzaju wydarzeń wymienia się działania wojenne, katastrofy, kataklizmy żywiołowe, wypadki komunikacyjne, bycie ofiarą napaści, gwałtu, molestowania, uprowadzenia, tortur, uwięzienia w obozie koncentracyjnym, ciężkie, trudne doświadczenie po zażyciu substancji psychoaktywnej, otrzymanie diagnozy zagrażającej życiu choroby itp. Typowymi objawami PTSD są: napięcie lękowe, uczucie wyczerpania, poczucie bezradności, doświadczanie nawracających, gwałtownych mimowolnych wspomnień traumatycznego wydarzenia, flashbacków, halucynacji lub koszmarów sennych o tematyce związanej z doznaną traumą oraz unikanie sytuacji kojarzących się z doznaną traumą (np. doznawszy traumatyzującego wypadku samochodowego osoba z PTSD odczuwa silny lęk przed środkami transportu lub prowadzeniem samochodu i unika tego). Nierzadko początek zaburzenia występuje po okresie latencji, który może trwać od kilku tygodni do kilku miesięcy. Przebieg PTSD ma charakter zmienny, ale w większości przypadków można oczekiwać ustąpienia objawów. U niektórych osób objawy PTSD mogą utrzymywać się przez wiele lat i przejść w trwałą zmianę osobowości (według klasyfikacji ICD-10 kodowaną jako F62.0 Trwała zmiana osobowości po katastrofach – po przeżyciu sytuacji ekstremalnej).

## Czynniki predysponujące
Do czynników predysponujących do wystąpienia zespołu stresu pourazowego zalicza się:
- doświadczenie traumy w dzieciństwie
- dorastanie w rodzinie dysfunkcyjnej
- cechy zaburzeń osobowości typu borderline, paranoicznego, zależnego lub antyspołecznego
- brak wsparcia ze strony bliskich lub środowiska rówieśniczego
- genetyczna podatność na zaburzenia psychiczne
- niedawne, stresogenne zmiany życiowe
- poczucie braku kontroli
- przyjmowanie nadmiernych ilości alkoholu w ostatnim czasie.

## Diagnostyka

### Kryteria diagnostyczne PTSD według klasyfikacji ICD-10[2]
1. Pacjent był narażony na stresujące wydarzenie lub sytuację (oddziałujące krótko- lub długotrwale) o cechach wyjątkowo zagrażających lub katastroficznych, które mogłoby spowodować przenikliwe odczuwanie cierpienia u niemal każdego.
2. Występuje uporczywe przypominanie sobie lub „odżywanie” stresora w postaci zakłócających „przebłysków” (ang. flashbacks), żywych wspomnień lub powracających snów, albo w postaci gorszego samopoczucia w sytuacji zetknięcia się z okolicznościami przypominającymi stresor lub związanymi z nim.
3. Pacjent aktualnie unika lub preferuje unikanie okoliczności przypominających stresor lub związanych z nim, co nie występowało przed zetknięciem się z działaniem stresora.
4. Występowanie któregokolwiek z następujących:
  - częściowa lub całkowita niezdolność do odtworzenia pewnych ważnych okoliczności zetknięcia się ze stresorem
  - uporczywie utrzymujące się objawy zwiększonej psychologicznej wrażliwości i stanu wzbudzenia (niewystępujące przed ekspozycją na stresor) w postaci którychkolwiek dwóch z poniższych:
    - trudności z zasypianiem i podtrzymaniem snu
    - drażliwość lub wybuchy gniewu
    - trudność koncentracji
    - nadmierna czujność
    - wzmożona reakcja na zaskoczenie.

Wszystkie z kryteriów 2, 3 i 4 zostały spełnione w ciągu 6 miesięcy od stresującego wydarzenia albo od zakończenia okresu oddziaływania stresora.

### Kryteria diagnostyczne PTSD według klasyfikacjiDSM-IV[3]
1. Pacjent przeżył traumatyczne zdarzenie, w którym wystąpiły obydwa warunki: 1) doświadczenie, bycie świadkiem lub styczność ze zdarzeniem bądź zdarzeniami związanym z faktem lub niebezpieczeństwem śmierci albo poważnego zranienia lub naruszenia nietykalności fizycznej samego pacjenta bądź innych osób; 2) reakcja pacjenta obejmowała silny strach, bezradność lub przerażenie (uwaga: U dzieci może się to objawiać przez dezorganizację zachowań lub pobudzenie).
2. Traumatyczne zdarzenie jest ciągle doświadczane na nowo na jeden lub kilka sposobów: 1) nawracające i natrętne wspomnienia urazu obejmujące wyobrażenia, myśli lub spostrzeżenia; 2) powracające koszmary senne o przeżytym zdarzeniu; 3) złudzenia lub zachowania jakby uraz się powtarzał; 4) silny niepokój w styczności z wewnętrznymi bądź zewnętrznymi wskazówkami symbolizującymi lub przypominającymi jakiś aspekt traumatycznego wydarzenia; 5) reakcje fizjologiczne na wewnętrzne lub zewnętrzne wskazówki symbolizujące lub przypominające jakiś aspekt traumatycznego zdarzenia.
3. Trwałe unikanie bodźców związanych z urazem i osłabienie normalnej reaktywności (niewystępujące przed urazem), objawiające się co najmniej trzema z następujących zachowań: 1) dążenie do unikania myśli, uczuć lub rozmów związanych z urazem; 2) dążenie do unikania czynności, miejsc lub ludzi pobudzających wspomnienia o urazie; 3) niemożność przypomnienia ważnych aspektów urazu; 4) wyraźne zmniejszenie zainteresowania wykonywaniem istotnych czynności; 5) poczucie wyłączenia lub wyobcowania; 6) ograniczony zasięg afektu; 7) poczucie zamkniętej przyszłości.
4. Trwałe objawy nadpobudliwości (niewystępujące przed urazem), wyrażające się w co najmniej dwóch formach: 1) trudności w zasypianiu lub przesypianie; 2) rozdrażnienie lub wybuchy gniewu; 3) trudności z koncentracją; 4) nadmierna czujność; 5) wyolbrzymione reakcje lękowe.
5. Zaburzenia utrzymują się co najmniej miesiąc.
6. Zaburzenia powodują klinicznie znaczące pogorszenie samopoczucia lub upośledzenie społecznych, zawodowych bądź innych ważnych obszarów funkcjonowania.

### Zaburzenia pokrewne zespołowi stresu pourazowego
Z historii wojen znane są różne określenia pokrewne zespołowi stresu pourazowego, takie jak: zespół stresu bojowego, nerwica okopowa (ang. trench neurosis), drażliwe serce (ang. soldier’s heart), szok wywołany wybuchem (ang. shell shock). Opisywano także zaburzenia psychiczne związane przebywaniem w obozach zagłady – syndrom KZ.

## Obraz kliniczny
Na obraz kliniczny zespołu stresu pourazowego składają się następujące objawy:
- przeżywanie na nowo urazowej sytuacji w natrętnych wspomnieniach (flashbackach) i koszmarach sennych
- poczucie odrętwienia i przytępienia uczuciowego
- odizolowanie od innych ludzi
- brak reakcji na otoczenie
- niezdolność do przeżywania przyjemności
- unikanie działań i sytuacji, które mogłyby przypomnieć przebyty uraz
- stan nadmiernego pobudzenia wegetatywnego z nadmierną czujnością i wzmożoną reaktywnością na bodźce oraz bezsennością
- lęk
- depresja
- myśli samobójcze.

Leczenie adekwatne do rozpoznanych zaburzeń – depresji, zaburzeń afektywnych, myśli samobójczych.

## Epidemiologia
Szacuje się, że od 3 do 6% osób należących do populacji ogólnej cierpi na PTSD. Po przebyciu poważnego urazu PTSD rozwija się w 10–20% przypadków. Prawdopodobieństwo rozwinięcia się PTSD wzrasta wraz z ciężkością przeżytej traumy. Ogółem wśród ofiar przestępstw kryminalnych częstość występowania PTSD wynosi około 12%. Wśród napadniętych i zgwałconych kobiet wystąpienie PTSD odnotowuje się w 35% przypadków. Wśród amerykańskich weteranów wojny w Wietnamie PTSD zdiagnozowano u 30% mężczyzn i 26% kobiet. W przypadku ocalałych uczestników niektórych katastrof zbiorowych ryzyko wystąpienia PTSD sięga 57%. Według polskich badań, PTSD stwierdzono u 71% byłych więźniów politycznych okresu stalinowskiego. Inne polskie badania ujawniły, że objawy KZ-syndromu (związanego z przebywaniem w obozie zagłady) występowały u 83–85% byłych więźniów. PTSD występuje u około 30% osób, które przeżyły II wojnę światową w Polsce.

## Przebieg
Typowo objawy PTSD ujawniają się z opóźnieniem w stosunku do traumatyzującego zdarzenia. Opóźnienie to w każdym przypadku ma różną długość, może wynieść zaledwie tydzień, ale może też wynieść nawet 30 lat. U osób, u których po traumie doszło do wystąpienia objawów PTSD i które nie były leczone, w około 30% przypadków dochodzi do samoistnego ustąpienia objawów, w około 40% przypadków utrzymują się łagodne objawy, w około 20% przypadków utrzymują się objawy o umiarkowanym nasileniu, zaś u około 10% objawy nie łagodnieją lub nasilają się z czasem. Przeciętnie, w ciągu roku od zachorowania około 50% osób powraca do zdrowia. Tym niemniej, im dłużej objawy utrzymują się, tym mniejsze są szanse na ich samoistne ustąpienie i tym bardziej zalecane jest podjęcie leczenia.

## Leczenie
Leczenie PTSD w zależności od nasilenia i uporczywości objawów może obejmować psychoterapię oraz farmakoterapię. Ze względu na efektywność, zaleca się, żeby metodami pierwszego wyboru były psychoterapie skoncentrowane na traumie (ang. trauma-focused psychotherapies), a dopiero potem leki (np. jeśli terapia jest zbyt trudna dla pacjenta).

### Psychoterapia
Najprawdopodobniej terapie oparte na ekspozycji i skoncentrowane na traumie, będą odznaczać się największą skutecznością – ich efekty są również najlepiej udokumentowane (wiele badań, randomizacja, kontrola efektu placebo). Najsilniejsze dowody stoją za terapiami ekspozycyjnymi – szczególnie za terapią przedłużonej ekspozycji (ang. prolonged exposure) oraz terapią poznawczo-behawioralną, w tym terapią poznawczo-behawioralną skoncentrowaną na traumie (ang. trauma-focused CBT). Nie jest jednak jasna kwestia efektywności terapii przetwarzania poznawczego (ang. cognitive processing therapy): wstępnie, analizy pozwalają na wyciąganie pozytywnych wniosków, ale badania są mieszanej jakości metodologicznej. Obiecująco przedstawiają się wyniki meta-analiz nad efektami terapii dostarczanej „poza gabinetem”. Programy terapeutyczne opierają się głównie na CBT i dostarczane są za pomocą książek, internetu, telefonu czy wideokonferencji. Potrzeba jest jednak więcej rygorystycznie przeprowadzonych badań, by kontrolować efekty zakłócające ocenę (np. placebo). Prawdopodobnie pomoc terapeuty podczas przechodzenia programu zwiększa skuteczność leczenia. Bardzo obiecująco przedstawiają się także wyniki analiz efektywności terapii odwrażliwiania i ponownego przetwarzania informacji za pomocą ruchów gałek ocznych, ale również brakuje badań, które pozwoliłyby wykluczyć efekt placebo (tylko pojedyncze). Trening inokulacji stresu (ang. stress inoculation training), może okazać się przydatny, ale jego efekty mogą dość szybko zanikać. Obiecująco przedstawiają się wstępne wnioski na temat techniki pracy nad zmianą traumatycznych wspomnień w wyobraźni (ang. imagery rescripting), ale potrzeba znacznie więcej badań.
Jeśli chodzi o inne terapie, to pierwsze badania nad efektywnością terapii schematów dają pozytywne wyniki, ale jest ich stanowczo zbyt mało, by móc ją polecać w wypadku PTSD. Podobnie mało jest dobrych metodologicznie badań nad terapią psychodynamiczną czy terapią metapoznawczą (ang. metacognitive therapy). Niejasna jest kwestia efektywności terapii opartych na uważności (ang. mindfulness-based therapies, np. MBSR). Badania są o mieszanej jakości, choć dają pozytywne wyniki. Jeśli oceniać skuteczność MBT dla zaburzeń depresyjnych i lękowych razem, to efekt nie wygląda na większy od placebo.
Stosowane niegdyś spotkania dla ofiar prowadzone metodą debriefingu uznawane są za przeciwwskazane i szkodliwe.

#### Psychoterapia a problemy ze snem
Większość pacjentów z PTSD ma problemy ze snem, a wielu z nich – powtarzające się koszmary senne związane z traumą. Opracowane programy terapeutyczne opierają się najczęściej na dwóch typach technik: ekspozycji na treść koszmarów w wyobraźni (np. imaginal confrontation with nightmare contents – ICNC) lub reinterpretacji treści koszmarów (np. imagery rescripting and rehearsal – IRR). Obie techniki wydają się być skuteczne, ale nie określono, która jest bardziej efektywna. Potrzebnych jest więcej badań o wysokiej jakości metodologicznej. Obiecująco przedstawiają się wyniki analiz nad łączeniem terapii poznawczo-behawioralnej dostosowanej do zaburzeń snu (ang. cognitive-behavioral therapy for insomnia) z programami zajmującymi się koszmarami sennymi (np. exposure, relaxation, and rescripting therapy – ERRT czy imagery rehearsal therapy – IRT). Brakuje jednak badań wykluczających efekt placebo.

### Techniki psychosensoryczne
Techniki psychosensoryczne to grupa interwencji terapeutycznych opartych na stymulacji zmysłowej (np. dotykowej, wizualnej, słuchowej), które mają na celu regulację emocjonalną i wygaszenie patologicznych reakcji stresowych. Dodatkowo, terapia psychosensoryczna to grupa technik terapeutycznych, które polegają na stosowaniu bodźców zmysłowych w celu leczenia niekorzystnych zachowań, nastrojów, myśli, objawów oraz bólu. Ich mechanizm działania zakłada wpływ na układ limbiczny, ciało migdałowate oraz autonomiczny układ nerwowy. Techniki te często wykorzystywane są w leczeniu zaburzeń pourazowych. Do technik psychosensorycznych należą mi. EMDR (Eye Movement Desensitization and Reprocessing) oraz Havening Techniques.

### Farmakoterapia
Lekami pierwszego rzutu w leczeniu PTSD są tzw. leki przeciwdepresyjne należące do grupy SSRI, czasem TLPD lub IMAO. Niekiedy mogą być stosowane leki przeciwpadaczkowe, a niektóre źródła sugerują stosowanie klonidyny lub propranololu.
Wcześniejsze meta-analizy uzasadniły uznanie SSRI/SRNI (a dokładniej: fluoksetyny, paroksetyny, sertraliny oraz wenlafaksyny) za grupę najbardziej pewną. Nowsze zdają się częściowo rewidować ten pogląd. Jeśli brane są pod uwagę badania, które mierzą działanie leku w dłuższym, niż zazwyczaj badanym okresie, to zauważa się spadek efektywności fluoksetyny i paroksetyny. Fenelzyna, środek starszej generacji, obecnie mało używany ze względu uciążliwość zapobiegania skutkom ubocznym, okazała się być bardzo efektywna (tylko jedno badanie!).
Wykazywano efektywność trójcyklicznych leków przeciwdepresyjnych, jako grupy w porównaniu do placebo, ale możliwe, że efektywność poszczególnych różni się od siebie.
Poniżej znajduje się tabela przedstawiająca wyniki dwóch wspomnianych meta-analiz.
| Zestawienie | SSRI          | SSRI        | SSRI        | SSRI         | SNRI           | NaSSA                | NDRI        | SARI      | stabilizatory / przeciwpadaczkowe | stabilizatory / przeciwpadaczkowe | stabilizatory / przeciwpadaczkowe |
| Zestawienie | citalopram    | fluoksetyna | paroksetyna | sertralina   | wenlafaksyna   | mirtazapina          | bupropion   | nefazodon | kwas walproinowy                  | tiagabina                         | topiramat                         |
| --- | ------------- | ----------- | ----------- | ------------ | -------------- | -------------------- | ----------- | --------- | --------------------------------- | --------------------------------- | --------------------------------- |
| Lee i in. (2016) | nie (1)       | zanik (5)   | zanik (7)   | tak (5)      | tak (2)        | nie (1)              | nie (1)     | tak (1)   | nie; + nie (2)                    | nie (2)                           | nie (2)                           |
| Cipriani i in. (2017) | nie (1)       | tak (5)     | tak (5)     | tak (9)      | tak (2)        | nie (1)              | nie (1)     | nie (2)   | nie (2)                           | nie (1)                           | nie (3)                           |
| Zestawienie c.d. | TCA           | TCA         | TCA         | neuroleptyki | neuroleptyki   | neuroleptyki         | IMAO        | IMAO      | antagonisty NK1R                  | α-adrenergiczne                   | α-adrenergiczne                   |
| Zestawienie c.d. | amitryptylina | dezypramina | imipramina  | arypiprazol  | olanzapina     | rysperydon           | brofaromina | fenelzyna | antagonisty NK1R                  | guanfacyna                        | prazosyna                         |
| Lee i in. (2016) |               |             |             | + nie (1)    | tak; + nie (3) | nie; + po czasie (5) | nie (2)     |           |                                   | + nie (2)                         | + po czasie (3)                   |
| Cipriani i in. (2017) | nie (1)       | tak (1)     | nie (1)     |              | nie (3)        | tak (4)              | nie (1)     | tak (1)   | nie (2)                           | nie (2)                           | nie (3)                           |
| |               |             |             |              |                |                      |             |           |                                   |                                   |                                   |
| Tak – lepszy od placebo; nie – nie lepszy od placebo; zanik – pozytywny efekt zanikł po 3–7 miesiącach; po czasie – pozytywny efekt pojawił po 3–7 miesiącach; + – użyty w terapii skojarzeniowej z antydepresantem (Cipriani i in., nie rozróżniali jak podawany był lek); w nawiasach – liczba badań użytych w analizie. |               |             |             |              |                |                      |             |           |                                   |                                   |                                   |

Benzodiazepiny nie wykazują się skutecznością w porównaniu do placebo. Ponadto istnieje wiele dowodów na to, że mogą utrudniać proces leczenia PTSD i zwiększać ryzyko zapadnięcia na zaburzenie, po niedawno przeżytej traumie. Korzystanie z benzodiazepin łączy się także z ryzykiem uzależnienia. Nie zaleca się zatem włączania benzodiazepin do farmakoterapii.
Z neuroleptyków, najczęściej, jako efektywny wymienia się rysperydon.
Nie wygląda na to, by w wypadku PTSD, dodatek D-cykloseryny do psychoterapii opartych na ekspozycji zwiększał efektywność leczenia. Wyniki są dość niejednoznaczne – możliwe, że występuje niewielki efekt.

#### Farmakoterapia a problemy ze snem
Zaleca się wstrzemięźliwość w stosowaniu benzodiazepin przy zaburzeniach snu występujących przy zespole stresu pourazowego. Mało jest dowodów na ich efektywność, mogą wręcz pogarszać jakość snu, a ponadto, negatywnie wpływać na proces leczenia PTSD. Bardzo obiecująco przedstawia się możliwość używania prazosyny: meta-analiza kilku randomizowanych badań wykazała, że substancja działa lepiej od placebo w poprawianiu jakości snu i ograniczaniu liczby koszmarów sennych. Ograniczeniem meta-analizy jest fakt, że badania były przeprowadzane często na mężczyznach, nie cywilach.

### Inne oddziaływania terapeutyczne
Obiecująco prezentują się wyniki meta-analizy badań nad powtarzalną przezczaszkową stymulacją magnetyczną. Badania były mieszanej jakości, ale część kontrolowała efekt placebo.
Możliwe, że ćwiczenia fizyczne mogą obniżać poziom lęku przy PTSD i dzięki temu okazać się przydatne w terapii, ale potrzeba więcej badań o dobrej jakości metodologicznej.
Obiecującą metodą leczenia PTSD jest ogrodoterapia, polegająca m.in. na hodowaniu warzyw i ich wspólnym spożywaniu, co pozwala poprawić nastrój, zmniejszyć poczucie osamotnienia i zapewnić zdrowszy skład diety. 